# El Pueyo de Jaca
El Pueyo de Jaca (O Pueyo de Tena en aragonès o també Pueyo de Chaca) és una localitat aragonesa pertanyent al municipi de Panticosa, en l'Alt Gállego, província d'Osca.

## Història
Emplaçat a la vora mateixa de l'embassament de Búbal, just on les aigües del riu Caldarés conflueixen amb les del Gállego, el seu nom significa 'lloc al capdamunt' (en al·lusió al petit altell sobre el qual s'aixeca el caseriu).
Se cita per primera vegada en segle xiv i, a causa de la seua cèntrica ubicació geogràfica, en el XVII va arribar a ostentar la capitalitat administrativa de la Vall de Tena. Juntament amb Panticosa i Hoz de Jaca, va conformar fins a 1836 un dels tres històrics quiñones en els quals es dividia la vall. Durant molts segles va ser conegut simplement com a "Pueyo", adquirint el topònim actual en 1857.

## Monuments
- Església Parroquial de Sant Miquel: ampliada al segle xviii a partir d'un temple anterior del XVI.
- Cases de la Vall: edifici civil del segle xvii, on tenien lloc les anomenades Juntes Generals de la Vall quan El Pueyo ostentava la capitalitat.
- Palau de la Viñaza: gran casa pairal del segle xix convertida en alberg juvenil.
- Pont del Concellar: pas de l'antic Camí ral sobre el Caldarés; data de l'any 1550, però ha hagut de ser reconstruït en diverses ocasions després de sofrir devessalls i fortes crescudes del riu.

## Festes i tradicions
Les festes del Pueyo se celebren tradicionalment entorn del 27 d'agost, en honor de Sant Josep de Calassanç. Especialment en aquests dies, és molt típica entre els veïns la degustació de sopetes (bresquilla amb vi).